# Denis Dufour
Pour les articles homonymes, voir Dufour.
Œuvres principales
Notre besoin de consolation est impossible à rassasier, Bocalises
Denis Dufour, né à Lyon le 9 octobre 1953, est un compositeur français de musique instrumentale, électroacoustique et acousmatique (appelée également musique concrète).

## Biographie
Il commence ses études musicales au conservatoire de Lyon en 1972, puis étudie au conservatoire national supérieur de musique et de danse de Paris avec Michel Philippot et Ivo Malec la composition instrumentale, l’analyse avec Claude Ballif, la composition électroacoustique avec Pierre Schaeffer et Guy Reibel de 1974 à 1979.
Chercheur et membre du Groupe de recherches musicales (GRM) de 1976 à janvier 2000, il est d’abord assistant à la classe de Guy Reibel au CNSM de Paris, puis fonde en 1977 le Trio GRM-Plus (devenu ensemble TM+ en 1984), pour lequel il a suscité la création d’un important corpus d’œuvres mixtes et live electronic (1977-1987). Il a assisté en studio de nombreux compositeurs dont Pierre Schaeffer, Marcel Landowski, Guy Reibel et François Bayle, et a participé aussi à l'élaboration de Syter, de l’acousmographe, et à la préparation de nombreux séminaires et travaux au sein du GRM.
En 1980, il crée au CNR de Lyon l’une des plus importantes classes de composition acousmatique et instrumentale en région (dont il est le professeur titulaire jusqu’en 1995). Il y crée le cycle de concerts Acore, organisant plus de 50 concerts et permettant plus de 300 créations. Il accueille de 1989 à 1994 les Rencontres de Crest sur l'art acousmatique.
Il est aussi cofondateur et directeur administratif de l'ensemble instrumental Les Temps modernes de Lyon de 1992 à 1998. Il est membre du comité d'honneur (avec Ernest Bour, Klaus Huber et Younghee Pagh-Paan) et conseiller de l'ensemble instrumental Linea fondé et dirigé depuis 1995 par Jean-Philippe Wurtz à Strasbourg.
En 1992 il met en place, au collège Revesz-Long de Crest (Drôme), un atelier toujours actif en 2006 de pratique artistique sur l'art acousmatique. En 1993, il y crée Futura, festival international d'art acousmatique et des arts de support, concevant également la programmation d'événements et de concerts pour Futura en France et en Europe.
En 1995, il prend la responsabilité de la classe de composition du conservatoire de Perpignan où il programme une saison régulière de six concerts par an devenue en 2001 le cycle Syntax (musiques acousmatiques, instrumentales, électroacoustiques, vidéo et cinéma expérimental, rencontres et conférences).
Il lance Motus en 1996, une nouvelle structure d’édition, de production, de formation, d'organisation de concerts et d'événements, avec la gestion de deux des plus importants dispositifs de projection du son (acousmoniums) et la création d'un label discographique consacré à la musique contemporaine acousmatique (collection MotusAcousma) et instrumentale (collection MotusAujourd'hui). Avec Motus, durant l’année 2005, comme en 2004 et 2003, il a produit ou coproduit une centaine de concerts, ateliers, conférences, master classes ou stages.
Il a organisé de 1997 à 2000 pour le GRM la série Empreintes, cycle annuel de conférences et de séminaires avec des compositeurs de toute l’Europe, ainsi que L'Atelier destiné à favoriser les échanges entre le GRM et le milieu musical. En 2000 et 2001, il passe des commandes musicales à titre privé à différents compositeurs (Michel Chion, Hans Tutschku, Vincent Laubeuf...).
Il a été, de 2001 à 2004, compositeur en résidence au domaine de Kerguéhennec (Morbihan) à la demande de Frédéric Paul, directeur du centre d’art contemporain et centre culturel de rencontres.
En 2004 il fonde l'ensemble Syntax, formation spécialisée dans le répertoire extrême contemporain, notamment dans les musiques mixtes (instruments et support audio), mais aussi instrumentales et live électroniques.
Fin 2006, il confie à Vincent Laubeuf la direction des structures Futura et Motus et se consacre désormais davantage à son travail de création. Il accentue également ses liens avec le Japon en s'engageant pleinement dans la dynamique de renouveau de l'acousmatique dans ce pays.
En 2007, il est nommé professeur de composition électroacoustique au conservatoire à rayonnement régional de Paris (CRR de Paris) et, à partir de 2010, au Pôle supérieur d'enseignement artistique Paris Boulogne-Billancourt (PSPBB).
Compositeur avec plus de 180 opus à ce jour, il est l'auteur de nombreuses œuvres instrumentales (orchestrales, de chambre, vocales), électroacoustiques et acousmatiques jouées dans le monde entier.

## Discographie
Certaines de ses œuvres sont éditées sur les labels Motus, Una Corda partie de Accord (label), Licences et Ina-GRM.

## Catalogue des œuvres
Abréviations : acc accordéon - bl ballet - bs basse - ca cor anglais - cb contrebasse - cdb cor de basset - ch enf chœur d’enfants - ch fm chœur de femmes - ch m chœur mixte - cl clarinette - clb clarinette basse - clst célesta - clv clavecin - cmd comédien - cr cor - crd cordes - dea dispositif électroacoustique - éch échantillonneur - ei ensemble instrumental - ej ensemble de jazz - élcn électronique - ens ensemble - fl flûte - fl bc flûte à bec - flG flûte en sol - glock glockenspiel - gt guitare - hb hautbois - h ctr haute contre - hrp harpe - inst instrument - mdl mandoline - mz s mezzo soprano - orch grand orchestre - org orgue - pcl piccolo - po piano - po4 piano à quatre mains - prc percussion - qtt v quintette à vent - qtr quatuor - qtr vcl quatuor vocal - réc récitant - sa support audio - soli solistes - sop soprano - sx saxophone - sxt sextuor - synth synthétiseur - tén ténor - th théâtre - tn trombone - tp trompette - vl violon - vla alto - vlc violoncelle - vle viole de gambe - vx voix
Cycles :

1. Cycle des Fantaisies romantiques et baroques (*)

- Plis de perversion (*A)

- Cycle des marais (*B)

- Cycle du délicieux danger (*C)

2. Cycle Le Plaisir des chants difficiles (**)

3. Cycle Les Acousmalides (***)

4. Cycle Le Livre des désordres (****)

### Instrumental
| 1977 - En sursaut op.2 (sop, vla) 10 min 00 s - Le Crin s'ébruite op.3 (vla, prc) 16 min 00 s - Boucles op.5 (gt) 5 min 00 s - Concerto op.6 (vl, orch) 18 min 00 s 1978 - Souvenir de Pierre (*C) op.10 (3 inst) 5 min 00 s - Velours des dunes infoulées (*A) op.11 (1 crd, synth) 11 min 00 s 1979 - La Douceur a des cils op.17 (qtr vcl) 18 min 30 s 1981 - Dune op.21 (2 fl) 8 min 30 s 1982 - Rêve lisse op.23 (vl, 2 synth) 11 min 00 s - Lèvres serviles op.24 (ch fm) 20 min 00 s 1983 - Six mélodies op.29 (sop, po) 11 min 00 s 1984 - Quatuor “Non parmi les anges” (**) op.32 (sop, qtr crd) 5 min 10 s 1985 - Froncement des yeux de ton beau visage (*A) op.37 (vl, vlc, synth) 15 min 00 s - Fantaisie soluble op.38 (cl, cr, prc, vl, vlc, 2 synth) 14 min 00 s - Le Pistolet d'or op.39 (sxt crd) 23 min 00 s 1986 - Tandem oblique op.43 (fl, po) 14 min 00 s 1987 - Nuit d'hiver op.47-a (hb, ca, cr, tn, glock, hrp, 2 vlc, réc) 14 min 00 s - Nuit d'hiver op.47-b (hb, ca, cr, tn, glock, hrp, 2 vlc) 14 min 00 s 1988 - Drapé de peaux de bêtes sur le corps des héros (*A) op.48 (mz s, orch) 20 min 00 s - Étude pour synthétiseur op.49 (synth) 3 min 30 s - Grenouille écarlate (*B) op.51 (gt 8 min 00 s - Moirures éteintes de la galaxie (*A) op.52 (cl, cr, prc, vl, vlc, 2 synth) 20 min 00 s 1989 - Jeu délicieux op.56 (tén, vla) 11 min 00 s - Tu sa' ch'i' so op.57 (sop, cl, vl, vla, vlc) 19 min 00 s 1990 - Hérisson cathédrale op.59 (fl, cl, vl, vlc, po, clst, clv) 19 min 00 s - Chanson pensive op.60 (fl, flG, cl, cdb, clb, vla, éch) 20 min 00 s - Alpage op.61 (prc élcn) 9 min 00 s - Duel op.63 (2 tp) 4 min 00 s 1991 - Torrents du miroir op.64 (sop, mz s, h ctr, bs, fl, sx, cr, tp, tn, vl, cb) 15 min 00 s - Tom et la Licorne op.65 (vx soli, qtt v, ei, sa) 90 min 00 s - Interruption op.66 (fl, synth, vl, vla, vlc, cmd 10 min 00 s - Crapaud brillant (*B) op.69 (clv) 8 min 00 s 1992 - Salamandre (1992-1997) (*B) op.70 (fl, hb, cl, hrp, vl, vlc) 7 min 30 s - Souvenir de chair (*C) op.72 (fl, hb, cl, sx, tn, acc, po4) 4 min 00 s - Archéoptéryx op.74 (fl, hb, cl, sx, tn, acc, po4) 13 min 00 s - En effeuillant la marguerite op.75 (hb) 15 min 00 s - Ataraxie op.76 (2 qtr fl bc, ens fl bc) 12 min 00 s | 1995 - Avalanche op.82 (po) 51 min 00 s - Litanie pour les vierges op.84 (2 ch enf, 12 crd) 17 min 00 s 1996 - “Excusez-moi, je meurs” (*C) op.90 (po, prc, vlc) 6 min 30 s - Trois transcriptions d’après Rameau op.92 (fl, hb, cl, hrp, po, vl, vla, vlc) 14 min 00 s - Variations sur un thème de François Bayle op.93 (pcl) 3 min 00 s 1998 - Lachrymae (1998-2000) op.100 (6 vle) 25 min 00 s - Cinq miniatures pour Barbe Bleue op.102 (sop, bs, fl, cl, po, vl, vla, vlc) 12 min 00 s - Orange-Cité op.103 (fl, cl, prc, po, vl, vla, vlc, cb) 8 min 30 s 2002 - Préhistoire (**) op.117 (sop, fl, po, vlc) 5 min 10 s - Dédale (**) op.118 (sop, fl, po, vlc) 7 min 10 s - Confession (**) op.119 (sop, fl, po, vlc) 6 min 00 s - Mille soleils op.123 (orch harm) 18 min 00 s 2003 - Silex op.127 (fl, cl, vl, vla, vlc) 13 min 00 s - Sphère op.129 (orch) 6 min 20 s 2004 - Rainette verte (*B) op.130 (gt) 6 min 30 s - Secret plié en seize dans le coffre de hune (*A) op.131 (gt, t crd) 5 min 00 s 2005 - Oriflamme op.135 (sx, prc) 12 min 00 s 2006 - Altitude op.136 (vla) 13 min 00 s 2007 - Spiritus / Stella (****) op.138 (2 vle bs) 9 min 00 s 2008 - Flamme op.141 (orch) 3 min 30 s 2009 - Gaillarde op.151 (ens fl bc) 6 min 30 s 2011 - Poursuite op. 156 (vl, vcl) 9 min 30 s 2013 - Cinq formes d'appel op.165 (tp, clb) 9 min 00 s - Dernier quatuor op.168 (qtr crd) 15 min 00 s - Stèle pour Pierre Schaeffer (*C) op.169 (fl, clb, sxA, tp, vlc) 5 min 00 s 2014 - Spot (*C) op.171 (po) 3 min 30 s - Fluorescence op.172 (4 fl) 13 min 00 s 2015 - Sprint (****) op.175 (fl, perc, vl, vlc, cb) 12 min 00 s 2016 - In-quarto (*A) op.178 (qtr crd) 21 min 00 s |

### Acousmatique
| 1976 - Etude de composition /1 op.1 (sa stéréo) 4 min 46 s 1977 - Bocalises, petite suite op.7 (sa stéréo) 19 min 02 s 1978 - Bocalises, grande suite op.8 (sa stéréo) 37 min 00 s 1979 - Rond de jambe op.15 (sa stéréo) 8 min 05 s 1981 - Suite en trois mouvements op.22 (sa stéréo) 21 min 15 s 1982 - Entre dames op.25 (sa stéréo) 19 min 30 s 1983 - Le Lis vert op.26 (sa stéréo) 37 min 00 s - Suite bleue op.27 (sa stéréo) 19 min 20 s - Colloque op.30 (sa stéréo) 15 min 07 s 1984 - Dix portraits op.31-b (sa stéréo) 38 min 20 s - Le Labyrinthe de l'amour /1 op.35 (sa stéréo) 3 min 35 s 1986 - Deux cartes postales op.41 (sa stéréo) 8 min 35 s - Psaume d'Adam (***) op.42 (sa stéréo) 10 min 45 s - Messe à l'usage des enfants op.44 (sa 4 pistes) 30 min 35 s 1987 - Musique à coudre op.45 (sa stéréo) 41 min 30 s - Messe à l'usage des vieillards op.46 (sa 4 pistes) 32 min 50 s 1988 - Douze mélodies acousmatiques op.50 (sa stéréo) 25 min 41 s - Noël toxique op.53 (sa stéréo) 3 min 10 s 1989 - Notre besoin de consolation est impossible à rassasier op.54 (sa stéréo) 67 min 22 s - Cet été sur la plage (version acousma) (***) op.58-b (sa stéréo) 12 min 00 s 1991 - Charge maximale op.67 (sa stéréo) 31 min 50 s - Légende (1991-2001) op.68 (sa stéréo) 25 min 45 s 1993 - Flèches op.77 (sa stéréo) 26 min 00 s - Chrysalide op.78 (sa stéréo) 29 min 05 s - Où est maintenant la forêt ? op.79 (sa stéréo) 26 min 28 s 1994 - Offrande ou l’être achevé op.80 (sa stéréo) 17 min 00 s 1995 - Golgotha op.81 (sa stéréo) 26 min 50 s - Allégorie op.83 (sa stéréo) 69 min 30 s - Exil op.85 (sa stéréo) 12 min 40 s - Hélice op.86 (sa stéréo) 12 min 00 s 1996 - Elixir op.87 (sa stéréo) 12 min 35 s - Bazar punaise op.88 (sa stéréo) 41 min 26 s - Nuage de Pierre (*C) op.89 (sa stéréo) 5 min 05 s - Une abeille et une perle op.91 (sa stéréo) 13 min 22 s 1997 - Fanfare op.94 (sa 8 pistes) 6 min 41 s - Le Petit oiseau va sortir op.96 (sa stéréo) 14 min 00 s - Ebene Sieben op.97 (sa stéréo) 25 min 40 s - Lux tenebrae op.98 (sa stéréo) 22 min 14 s - Beethov’étonne op.99 (sa stéréo) 4 min 20 s | 1998 - Terra incognita op.101 (sa 4 pistes) 26 min 15 s 1999 - Les Joueurs de sons op.105 (sa 8 pistes) 72 min 40 s 2000 - L’Aile de l’abeille op.106 (sa stéréo) 7 min 00 s - La Nuit du Dibdak op.107 (sa stéréo) 6 min 12 s - Caravaggio (***) op.108 (sa stéréo) 10 min 00 s - Organa op.109 (sa stéréo) 9 min 00 s - Chanson de la plus haute tour op.110 (sa 4 pistes) 72 min 00 s 2001 - Nautilus op.111 (sa stéréo) 7 min 44 s - Spirale op.112 (sa stéréo) 18 min 48 s - Berechit op.113 (sa stéréo) 6 min 00 s - La Malédiction des flammes (***) op.114 (sa stéréo) 6 min 11 s - Panique au bord de l’eau (***) op.115 (sa stéréo) 6 min 05 s - Piano dans le ciel op.116 (sa stéréo) 38 min 57 s 2002 - L’Ivre d’avril (***) op.121 (sa stéréo) 4 min 10 s - La Terre est ronde op.122 (sa stéréo) 11 min 15 s - Géométrie mystique (***) op.124 (sa stéréo) 4 min 28 s 2003 - Sotto voce op.125 (sa stéréo) 15 min 22 s - Le Tango de l’oubli op.126 (sa stéréo) 4 min 02 s 2005 - Voix Off' op.134 (sa 8 pistes) 91 min 02 s 2007 - L'Esprit en étoile (****) op.137 (sa stéréo) 14 min 44 s - Dionaea (****) op.139 (sa stéréo) 10 min 10 s - Carosello op.140 (sa 16 pistes) 8 min 14 s 2008 - PH 27-80 op.144 (sa stéréo) 80 min 27 s 2009 - The Blob (****) op.146 (sa stéréo) 10 min 03 s - Augen Licht op.147 (sa stéréo) 25 min 00 s 2010 - Ryoan-ji [Le jardin de Pierre de Kyoto] op.153 (sa stéréo) 10 min 19 s 2010 - The Wall op.154a (sa stéréo) 28 min 40 s 2011 - Rivage de la soif op.155 (sa stéréo) 10 min 00 s - Les invasions fantômes op.149 (sa stéréo) 32 min 50 s - Hentai op.158 (sa stéréo) 10 min 32 s - Variations acousmatiques op.157 (sa stéréo) 14 min 26 s 2012 - Syntagma op.159 (sa stéréo) 13 min 00 s - Volver op.160 (sa stéréo) 6 min 30 s - Selva op.161 (sa stéréo) 6 min 40 s 2013 - In Paradisum op.164 (sa stéréo) 6 min 40 s - Aristée et Eurydice op.167 (sa stéréo) 4 min 00 s - Blue Rocket on a Rocky Shore op.170 (sa stéréo) 31 min 31 s 2014 - Si tendre, si funeste op.174 (sa stéréo) 5 min 40 s 2016 - Origine op.179 (sa stéréo) 17 min 50 s - Anamorphose op.180 (sa stéréo) 10 min 10 s - Tapovan op.181 (sa stéréo) 18 min 18 s 2017 - Les Cris de Tatibagan op.182 (sa stéréo) 115 min 00 s 2018 - BlindPoint op.183 (sa stéréo) 30 min 30 s |

### Électroacoustique (mixte, live electronic)
| 1978 - Trio op.9 (vl, mdl, synth, dea) 14 min 00 s 1979 - Je voulais parler des oiseaux op.12 (sop, gt, sa) 40 min 00 s - Cueillir à l'arbre un petit garçon op.13 (sx, synth, dea) 14 min 00 s - Un petit qui t'aime op.16 (6 prc, sa) 15 min 30 s 1980 - J.a.ch.H.16 op.18 (3 synth, sa) 18 min 45 s - L'Apocalypse d'Angers op.19 (réc, sa) 50 min 30 s - La Galerie op.20 (3 synth, 3 inst (crps), sa) 46 min 30 s 1984 - Dix portraits op.31-a (3 synth, sa) 40 min 00 s - Ourlé du lac à la première goutte de pluie (*A) op.33 (vl, synth, dea) 14 min 00 s - Paysage op.34 (vlc, sa) 3 min 30 s 1989 - Tulipe op.55 (cr, sa) 7 min 20 s - Cet été sur la plage op.58-a (hb, sa) 12 min 00 s 1990 - Le Labyrinthe de l'amour /2 op.62 (ej, sa) 21 min 00 s 1992 - Collection de timbres op.71 (org, sa) 25 min 00 s - Cannibale op.73 (gt, dea) 7 min 00 s 1997 - Le Mystère des tornades (1997-1999) op.95 (hb, hrp, vla, vlc, sa) 25 min 30 s | 1999 - Organe op.104 (org, sa) 12 min 00 s 2002 - L’Heure exacte op.120 (cl, sx, tn, po, sa) 13 min 00 s 2004 - Deux rainettes vertes (*B) op.132 (2 gt, sa) 10 min 10 s 2007 - Salves (2007) op.133 (fl, sx, prc, po, sa) 35 min 00 s 2008 - Noir (****) op.142 (po, sa) 6 min 00 s - Heimliches Licht (****) op.143 (fl, sa) 7 min 25 s - Acid Folk op.145 (cl, vlc, sa) 42 min 00 s 2009 - L'Attente des nuages op.149 (calt, sa 2p) 38 min 15 s - Face aux ténèbres (****) op.150 (sx, prc, po, sa 2p) 10 min 14 s - La Chasse à l'ombilic op.152 (réc, t crd, sa 2p) 11 min 06 s 2012 - Accordéon (*A) op.162 (vx, sa 2p) 3 min 24 s - Post mortem (Et puis paf !) op.163 (ch, sa 2p) 10 min 14 s 2013 - Quatuor “les héros anonymes” op.166 (fl, hb, vla, cb, sa 2p) 10 min 43 s 2014 - Les Fleurs enchantées op.173 (3 fl, sa 2p) 12 min 00 s 2015 - Túngara op.176 (marimba, sa 2p) 6 min 30 s - Chambre 44 op.177 (fl, sx, prc, po, sa 2p) 10 min 30 s |

### Application
| 1977 - Objet-danse op.4 (sa/bl) 93 min 00 s 1979 - Le Cercle dans tous ses états op.14 (sa/bl) 55 min 30 s 1983 - Vendredi, jour de liberté op.28 (sa/th) 25 min 15 s 1985 - La Cour des immortels du désir op.36 (sa/bl) 71 min 05 s | 1986 - Exactement le contraire op.40 (sa/bl) 69 min 00 s 2003 - La Tour des murmures op.128 (sa 16 pistes) 70 min 00 s 2010 - Mur op.154b (sa/vd) 28 min 40 s |